# MY これ!クション 内海和子・BEST
『MY これ!クション 内海和子・BEST』（マイこれ! クション うつみかずこ ベスト）は、2003年3月19日に発売された内海和子のベスト・アルバム。発売元はポニーキャニオン。

## 解説
内海は、その活動期にアルバムは『LUNCH TIME』（1987年3月21日発売）一枚しか出していなく、本作以前にシングル曲を集めるなどしたベスト盤も作られることはなかった。本作は、アルバム『LUNCH TIME』の曲順を変えての全曲収録と『LUNCH TIME』発表以後のものまで含まれた全シングルのAB面曲を網羅した上、におニャン子クラブ名義のアルバムやシングルB面でのソロ曲も収め、彼女の歌手活動の足跡を絶妙に収めた作品。

## 収録曲
1. 蒼いメモリーズ
  - 作詞　売野雅勇　作曲・編曲　芹澤廣明
2. 好きで、ごめん。
  - 作詞　売野雅勇　作曲・編曲　芹澤廣明
3. 20歳
  - 作詞　秋元康　作曲・編曲　後藤次利
4. 桜が手を振る前に[2]
  - 作詞　秋元康　作曲・編曲　後藤次利
5. もう君の名前も呼べない
  - 作詞　秋元康　作曲　国安わたる　編曲　松任谷正隆
6. 波の上の小さな太陽
  - 作詞　吉澤久美子　作曲　佐藤隆　編曲　松任谷正隆
7. 風はエンドレス・ストーリー
  - 作詞　田口俊　作曲・編曲　松任谷正隆
8. そんなふうに見つめないで
  - 作詞　田口俊　作曲・編曲　松任谷正隆
9. 手のひらの翼
  - 作詞　沢ちひろ　作曲・編曲　崎谷健次郎
10. サヨナラは冷たく
  - 作詞　秋元康　作曲　崎谷健次郎　編曲　清水信之
11. とっておきのビーフシチュー
  - 作詞　秋元康　作曲　国安わたる　編曲　松任谷正隆
12. ひとり歩きの午後
  - 作詞　内藤綾子　作曲　木戸泰弘　編曲　清水信之
13. シーサイド・セッション
  - 作詞　秋元康　作曲　西崎憲　編曲　山川恵津子
14. 思い出美人[2]
  - 作詞　秋元康　作曲　土屋昌巳　編曲　山川恵津子
15. 風に抱かれて
  - 作詞　麻生圭子　作曲　黒住憲五　編曲　国吉良一
16. 素顔のままで
  - 作詞　沢ちひろ　作曲・編曲　崎谷健次郎
17. プリントの夏
  - 作詞　秋元康　作曲・編曲　佐藤準
18. 好きかと言われて
  - 作詞　内藤綾子　作曲　小森田実　編曲　清水信之
19. 回顧録
  - 作詞　沢ちひろ　作曲・編曲　崎谷健次郎